# Grafschaft Melgueil
Die Grafschaft Melgueil (französisch Comté de Melgueil) mit dem Hauptort Melgueil (heute Mauguio im Département Hérault) bestand vorher als Grafschaft Maguelone bereits zur Zeit der Westgoten.
Im 8. Jahrhundert wurde Melgueil der Sitz des Grafen, in seinem Auftrag wurden im 10. Jahrhundert hier die letzten werthaltigen Deniers Südfrankreichs geschlagen.
Ende des 11. Jahrhunderts bot Graf Pierre I. seine Grafschaft dem Papst an und nahm sie 1085 von ihm als Lehen zurück. Die Grafschaft gelangte dann durch Heirat an Raimund VI. Graf von Toulouse, der sie 1209 dem Papst abtrat. 1215 wurde die Grafschaft dann dem Bischof von Maguelonne gegeben.

## Grafen von Melgueil
- Aigulf I., um 750
- Amic I., bis 778, Sohn Aigulfs I.
- Robert I. ab 778
- Adolf I.
- Ernst I.
- Eberhard I., bis 812
- 812–880 unbekannte Grafen,
- Guillermone, um 880–920, heiratete Robert de Magalone
- Bernard I., um 920–930, Sohn Guillermones
- Berenguer I., um 930–950, Sohn Bernards I.
- Bernard II., um 950–988, Sohn Berenguers I.
- NN, um 988–989, Sohn Bernards II. unbekannten Namens
- Bernard III., um 989–1055, dessen Sohn
- Raymond I., um 1055–1079, Sohn Bernards III., heiratete Beatrix, † 1109, Tochter von Wilhelm V., Herzog von Aquitanien, Graf von Poitou, und Schwester der Agnes von Poitou (Ramnulfiden)
- Pierre I. ab 1079, Sohn Raymonds I., nimmt die Grafschaft vom Papst zu Lehen
- Raymond II., bis 1120, Sohn Pierres I.
- Bernard IV., ab 1120, Sohn Raymonds II.
- Béatrice, um 1130–1190, Tochter Bernards IV.
- Guillerme, 1130–1135, Regent, Herr von Montpellier (Haus Montpellier)
- Berenguer Raymond, 1135–1144, Graf von Provence, verheiratet mit Béatrice,
- Bernard V. Pelet, 1146–1170, zweiter Ehemann von Béatrice, Herr von Alès
- Raymond Berenguer, † 1166, Sohn von Béatrice, als Raymond Berenguer V. Graf von Provence
- Ermessende Pelet, 1170–1190, Tochter von Béatrice, Erbin 1170, bekommt die halbe Grafschaft 1172/73
- Pierre Bermon, 1170–1172, Ehemann von Ermessende, Herr von Anduze
- Bertran I., 1172, Sohn von Beatrice, Bruder von Ermessende
- Alfons II. von Aragón, erhält die Grafschaft 1172 durch Abtretung
- Douce de Provence, † 1172, Tochter von Raymond Berenguer I.; erbt die Hälfte der Grafschaft
- Raymond IV., 1173–1190, als Raymond VI Graf von Toulouse, zweiter Ehemann von Ermessende; bekommt die ganze Grafschaft